# بانگ‌مرغ سرسفید
بانگ‌مرغ سرسفید (نام علمی: Artamella viridis) نام یک گونه از تیره وانگا است.